# Aris Dikteos
Aris Dikteos, pseudonimo di Konstantinos Constanturakis (Κώστας Κωνσταντουλάκης; Iràklion, 1919 – Atene, 8 marzo 1983), è stato un critico letterario, traduttore e poeta greco.

## Biografia
Individuò nell'amore il principio dell'ordine cosmico, celebrandolo in Castità (1938), Elussova (1945) e Politeia (1956-1965).